# Norbert Born

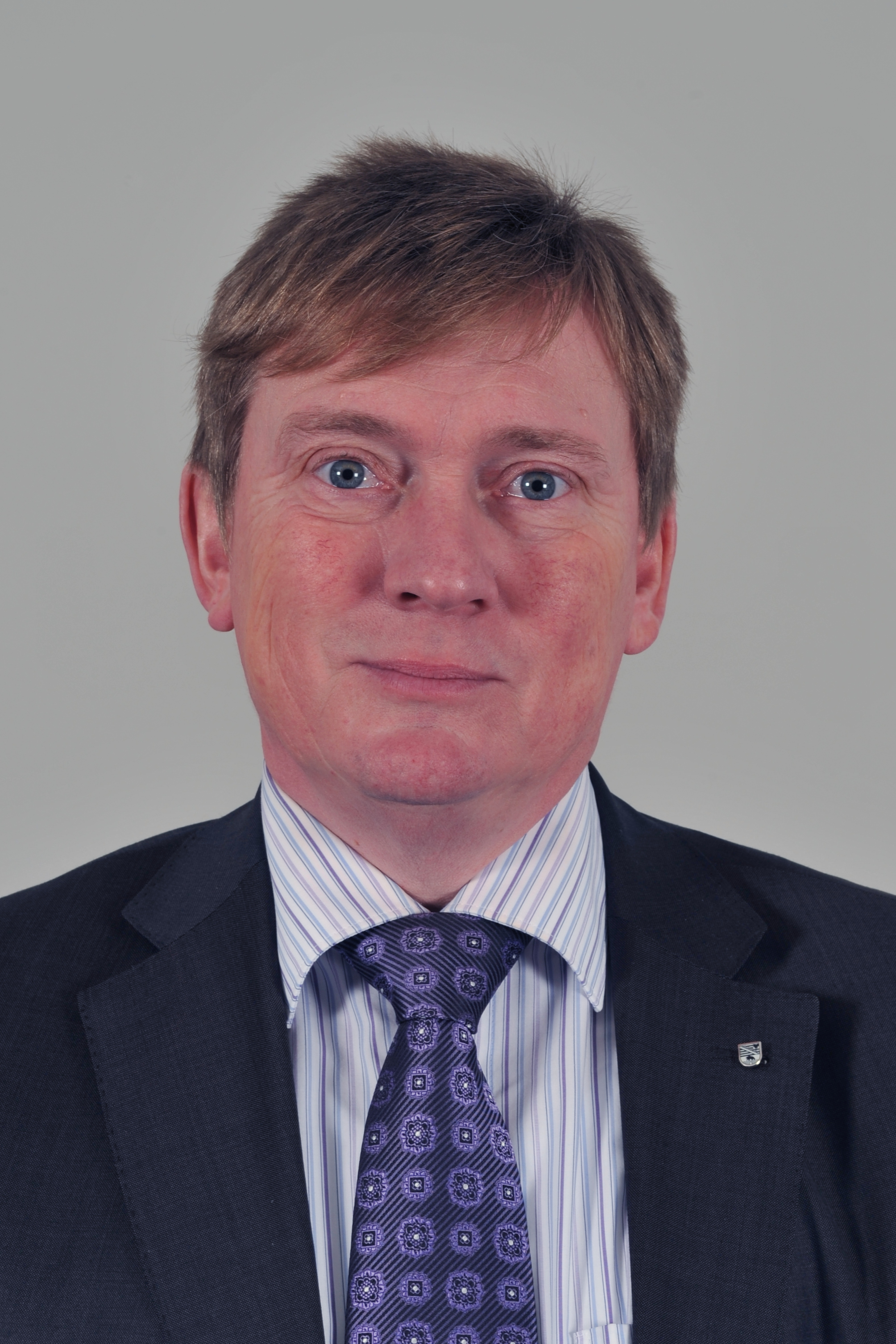
Norbert Born 2012

Norbert Born (* 5. Juni 1962 in der Lutherstadt Eisleben) ist ein deutscher Politiker der SPD und einer von drei stellvertretenden Landesvorsitzenden seiner Partei in Sachsen-Anhalt.

## Leben und Beruf
Nach Abschluss der polytechnischen Oberschule begann Born im Jahr 1978 eine Ausbildung als Metallurge für Erzeugung mit Abitur in Eisleben. Von 1983 bis 1988 studierte er an der TU Bergakademie Freiberg Metallhüttenkunde und schloss dieses Studium als Diplom-Ingenieur der Metallhüttenkunde ab. In den Jahren 1988 bis 1990 war Born Forschungs-Ingenieur im Mansfeld-Kombinat, anschließend Handelsvertreter im Metallbereich. Ein Jahr später wurde er Dozent für Erwachsenenbildung. Im Jahr 1994 machte er sich als Versicherungskaufmann selbständig. 1998 arbeitete er als Mitarbeiter im Bürgerbüro von Jens Bullerjahn. Er ist geschieden und hat zwei Kinder.

## Kommunalpolitik
Norbert Born trat im Jahr 1993 in die SPD ein und war seit 1995 Mitglied im SPD-Kreisvorstand Mansfelder Land. Nach der Fusion der Landkreise Sangerhausen und Mansfelder Land wurde er Vorsitzender des Kreisverbandes Mansfeld-Südharz.
Seit 1990 ist er Mitglied im Gemeinderat von Hergisdorf, wo er von 1994 bis 2015 das Amt des Bürgermeisters bekleidete. In den Jahren 2004 bis 2007 saß er zudem als Abgeordneter im Kreistag des Mansfelder Landes. Nach der durch die Kreisreform bedingten Kommunalwahl wurde er im Jahr 2007 Mitglied der SPD-Kreistagsfraktion des Landkreises Mansfeld-Südharz.

## Landespolitik
In den Jahren 2006 bis 2016 war Born Abgeordneter im Landtag von Sachsen-Anhalt, in den er als Vertreter des Wahlkreises Hettstedt jeweils über die Landesliste seiner Partei einzog. Er vertrat seine Fraktion in den Ausschüssen für Petitionen und Soziales und fungierte darüber hinaus als sportpolitischer Sprecher.
Bei der Landtagswahl in Sachsen-Anhalt 2016 kandidierte er als Direktkandidat für den Wahlkreis Eisleben. Da die SPD bei der Wahl 15 ihrer 26 Sitze verlor, verpasste Born den erneuten Einzug über die Landesliste. Bei den Erststimmen hatte er rund vier Prozentpunkte über dem Landesergebnis seiner Partei gelegen.
Beim darauffolgenden Sonder-Landesparteitag der SPD Sachsen-Anhalt wurde er am 2. April 2016 neben Markus Bauer und Katja Pähle zu einem der drei stellvertretenden Landesvorsitzenden gewählt.

## Politische Positionen
Norbert Borns politische Schwerpunkte liegen in der Sport-, Kinder-, Jugend- und Erziehungspolitik.
So trat er auf Landesebene für das am 1. Januar 2013 in Kraft getretene Sportförderungsgesetz ein. Durch dieses werden Sportvereine, Kreis- und Stadtsportbünde, Landesfachverbände, Sportstätten sowie sportliche Projekte in Sachsen-Anhalt unterstützt. Darüber hinaus erhalten der Landessportbund und der Olympiastützpunkt eine institutionelle Förderung.
Born befürwortete des Weiteren die Änderungen des überarbeiteten Kinderförderungsgesetzes, das für Kinder seit dem 1. August 2013 einen geltenden Rechtsanspruch auf ganztägige Bildung und Betreuung in Kindertagesstätten vorsieht. In diesem Zusammenhang gab das Land Sachsen-Anhalt u. a. zusätzlich 53 Millionen Euro für die Verbesserung der Kinderbetreuung aus und entlastete Mehrkindfamilien finanziell.